# Reichsburg Landskron

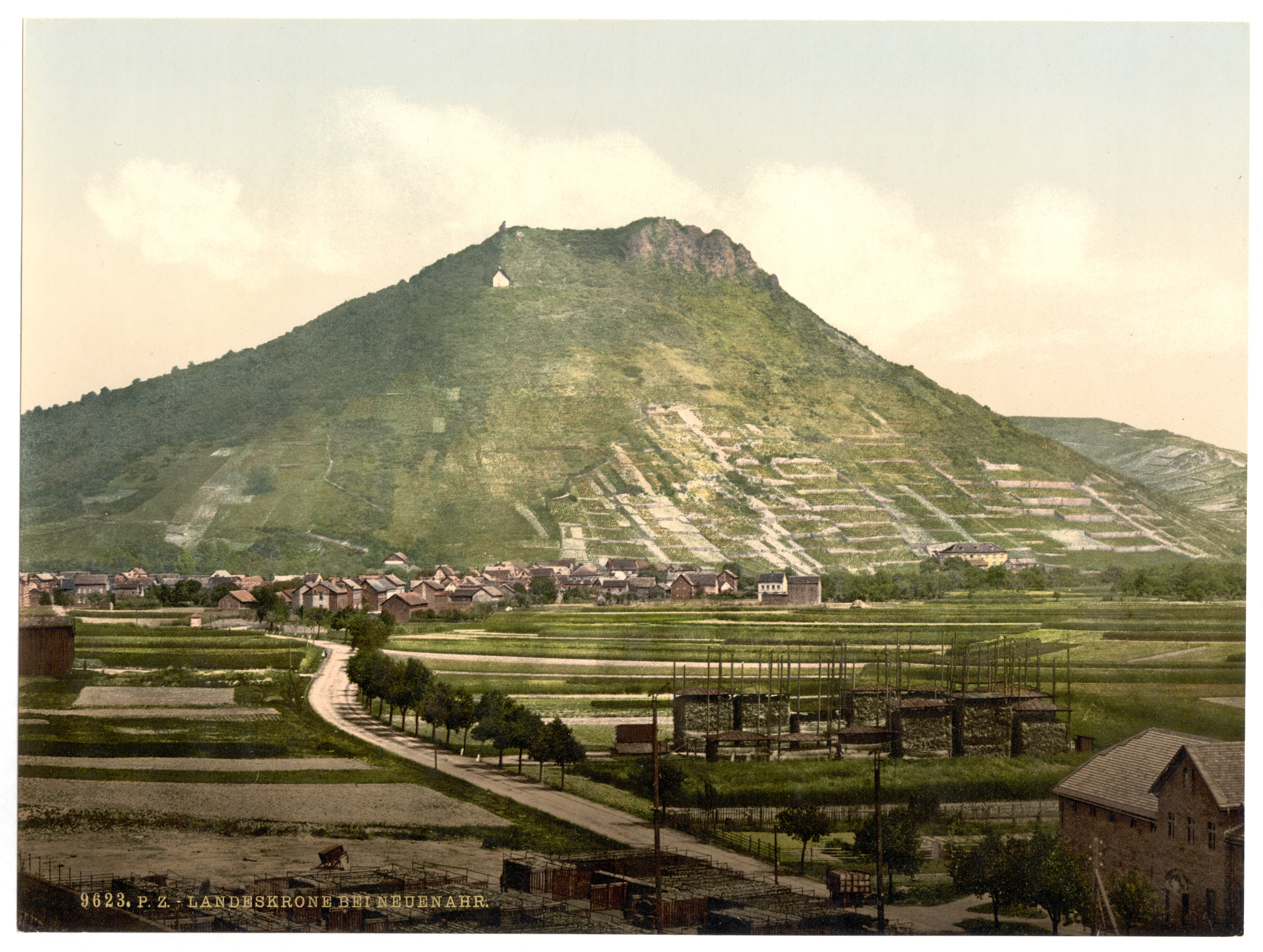
Der Burgberg Landskrone um 1900

Die Burg Landskron, auch Ruine Landskrone genannt, ist die Ruine einer hochmittelalterlichen Höhenburg bei der Stadt Bad Neuenahr-Ahrweiler im Landkreis Ahrweiler in Rheinland-Pfalz (Deutschland). Die Höhenburg ist Stammsitz der Burggrafen von Landskron und spielte während des Mittelalters eine bedeutende Rolle in den Auseinandersetzungen zwischen Staufern und Welfen.

## Geographische Lage
Die Ruine steht auf dem weithin sichtbaren Basaltkegel Landskrone (271,7 m ü. NHN), der sich am unteren Ahrtal östlich von Bad Neuenahr zwischen Gimmigen im Nordnordwesten, Heppingen im Westen, Heimersheim im Süden und Lohrsdorf im Osten erhebt. Der Berg hieß früher „mons Gimiche, (Gimmiger Berg)“ und wird heute nach der ehemaligen Burg „Landskrone“ genannt.

## Beschreibung
Die Burg Landskron hatte nicht wie andere Burgen eine Vorburg, sondern zwei vorgelagerte Zwinger mit typischem Mauerwerk der Stauferzeit vorwiegend aus Lagen von Basaltsäulen meist im Wechsel mit ausgleichenden Schichten aus Schieferbruchstein. Durch das untere Tor gelangte man in den Nordzwinger. Heute steht davon nur noch ein Mauerblock, 1366 stand hier noch ein Rundturm. Durch das zweite Tor gelangte man in den östlichen Zwinger mit seitlichem Rundturm, gesichert durch eine Doppelflügeltür. In diesem Zwinger befanden sich Wirtschaftsgebäude, Wachstuben und Stallungen. Das obere Tor, welches in die Unterburg führte, war mit Trachytsteinen reich verblendet, von einem Fallgitter ist noch die Falz vorhanden. Links neben dem Toreingang stand ein doppelstöckiges Gebäude, wohl die Kapelle. Auf dem übrigen Gelände standen einst Palas, Backhaus und weitere Wohngebäude nebst dem Burgbrunnen. Die enge Oberburg hatte eher wehrhaften Charakter, hier standen einst der mächtige Kronenturm (Rundturm) und ein Wehrhaus. Die Oberburg ist noch nicht ausgegraben und erforscht. Auf einem Plateau der Westseite, unterhalb der Burg, befindet sich die Maria-Hilf-Kapelle. Um 1470 bezeichnete man sie als „der fünff Jungfern Capell“, heute nennt sie sich Marienkapelle. Die Kapelle ist ein verputzter romanischer Bruchsteinbau aus großen Basaltsäulen. Im Osten, hinter dem Altar, befindet sich ein kleiner aus dem Basaltfelsen ausgesparten Grottenraum. Um 1366 wird eine Klause erwähnt, deren Insasse möglicherweise in der Grotte an der Epistelseite wohnte.

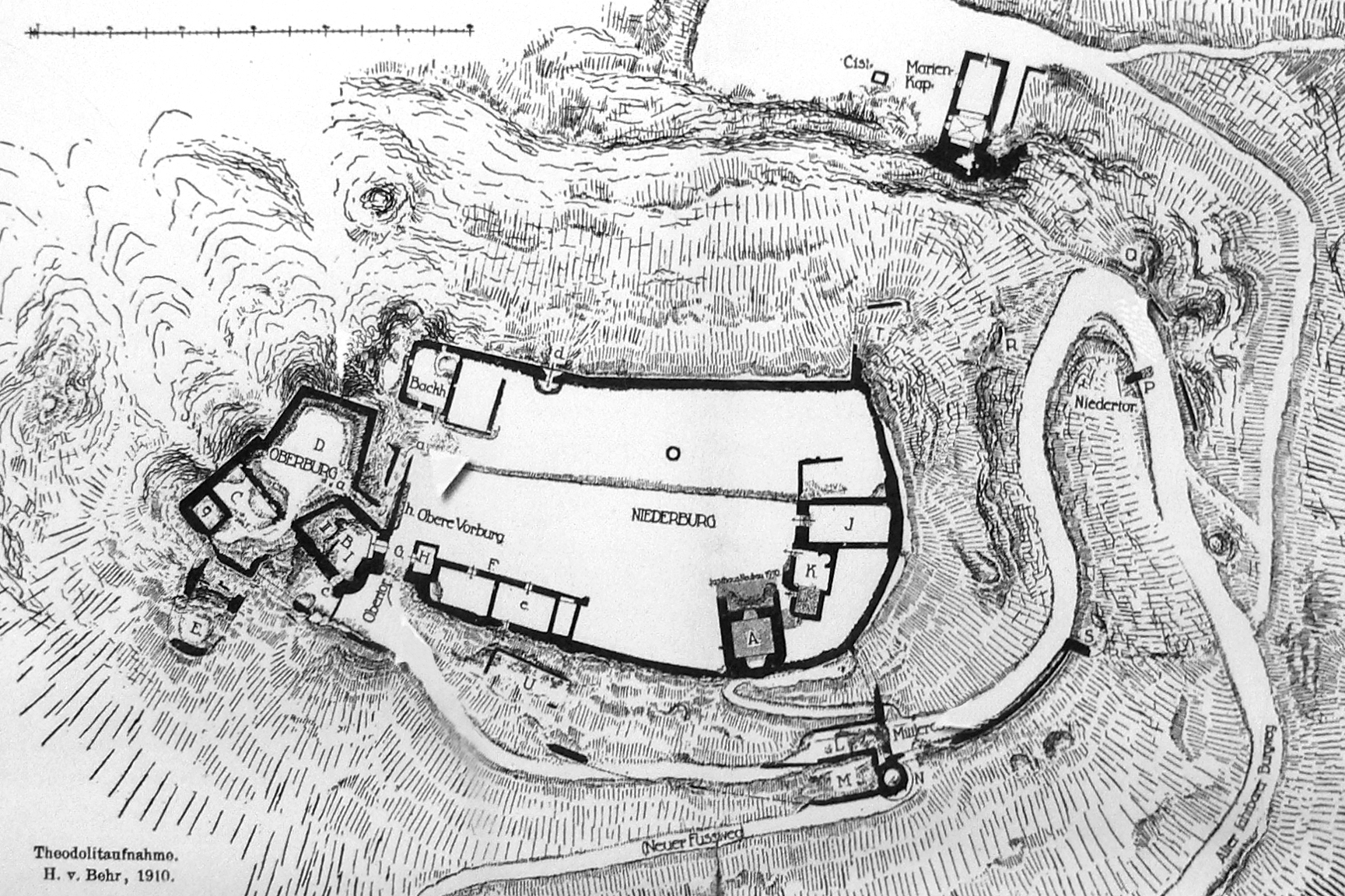
Lageplan der Burg von 1910
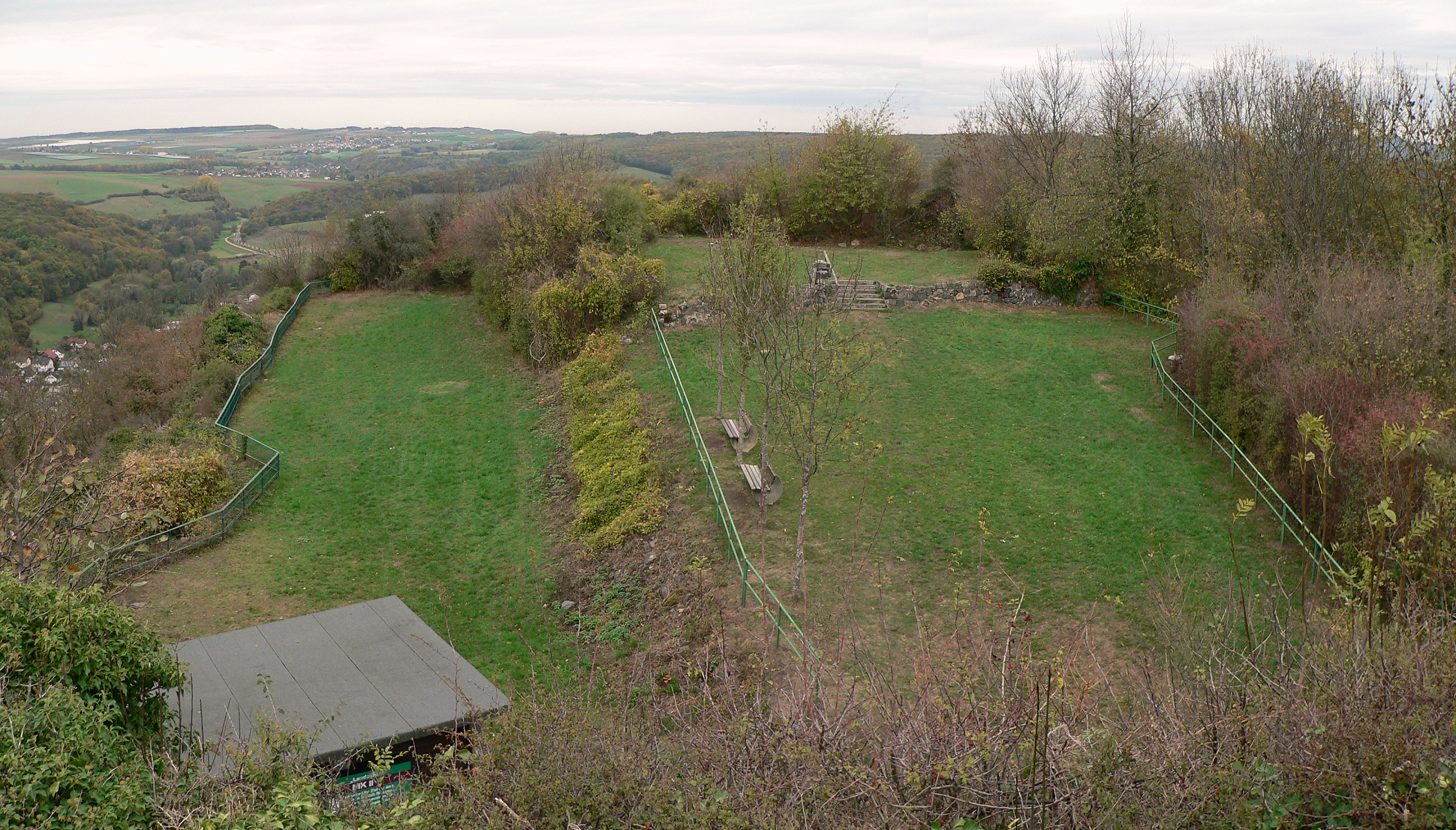
Blick auf die Fläche der Unterburg; hinten rechts die Terrassenkante des früheren Gasthauses Möhren

## Geschichte

### Römische Warte
Zuvor eine germanische Thingstätte, diente der dominante Basaltkegel den Römern als Warte und militärischer Stützpunkt. Durch die Nähe zum Kastell Rigomagnus, dem heutigen Remagen, war die Warte mit diesem dauerhaft verbunden. Nach dem Fall des Limes um 300 n. Chr. war die Landskron Teil einer Kette von Höhenbefestigungen, die das römische Hinterland schützten. Zahlreiche römische Funde fielen 1910 beim Neubau eines Gasthauses auf den Ruinen der Landskron an. Daraufhin unternahm das Landesmuseum der Rheinprovinz in Bonn Grabungen und archäologische Untersuchungen der gesamten Unterburg, deren Fundstücke verloren gingen.

### Mittelalterliche Burg
Die mittelalterliche Geschichte der Reichsburg Landskron beschreibt der Historiker Valentin Ferdinand Gudenus eingehend, der das Landskroner Archiv 1747 im zweiten Band seines Codex diplomaticus (S. 929–1368) vollständig abdrucken ließ.
Die Reichsburg Landiscrone wurde im Zusammenhang mit dem Konflikt zwischen den Welfen um Otto IV. und den Staufern um Philipp von Schwaben um die Herrschaft im Deutschen Reich errichtet. Beide wurden nach dem Tode des Barbarossa-Sohnes Heinrich VI. 1198 zu deutschen Königen gekrönt. Am 21. Juni 1208 erdolchte der bayerische Pfalzgraf Otto VIII. von Wittelsbach aus persönlicher Rache Philipp in Bamberg. 1206 begann im Auftrag des Königs Philipp von Schwaben der Bau der Reichsburg Landskron; sie sollte die damals wichtigste und verkehrsreichste Straße schützen, die als Königsstraße bekannte sogenannte Aachen-Frankfurter Heerstraße. Vor der Errichtung der Höhenburg musste der Bergkegel abgeflacht werden. Die Burg diente zugleich als Befestigung für das damalige kaiserliche Territorium um Sinzig, Remagen, Heimersheim. König Philipp von Schwaben setzte den Trierer Ministerialen Gerhard („Gerischwin“) von Sinzig zum ersten Burgverwalter ein; 1207 wurde Gerhard erstmals im Gefolge des Königs Philipp genannt. Nach dessen Ermordung übertrug Otto IV., der das Königtum übernommen hatte, den Weiterbau Weihnachten 1208 wieder an den Burggrafen Gerhard. Ottos Nachfolger, der Staufer Friedrich II., beließ Gerhard nach Ottos Tod sein Amt.
Gerhard I. von Sinzig wurde zum Stammvater der Gerharde, Burggrafen von Landskron. Fünfmal hintereinander erhielten von 1202 an die Söhne der männlichen Burggrafen-Linie den gleichen Vornamen; genannt sind im Folgenden jeweils sind das Datum der ersten urkundlichen Erwähnung und des Todesjahres, die Geburtsjahre dagegen sind unbekannt: Gerhard I. 1202–1237, Gerhard II. 1238–1273, Gerhard III. 1276–1296, Gerhard IV. 1298–1369 und Gerhard V. 1333–1344. In diesen Jahrzehnten waren die Gerharde vielfach mit der Politik des Reichs und der deutschen Kaiser verflochten. So war Gerhard IV. Vasall von vier der sieben deutschen Kurfürstentümer, namentlich der rheinischen Erzbischöfe von Köln, Mainz und Trier sowie des Pfalzgrafen bei Rhein.

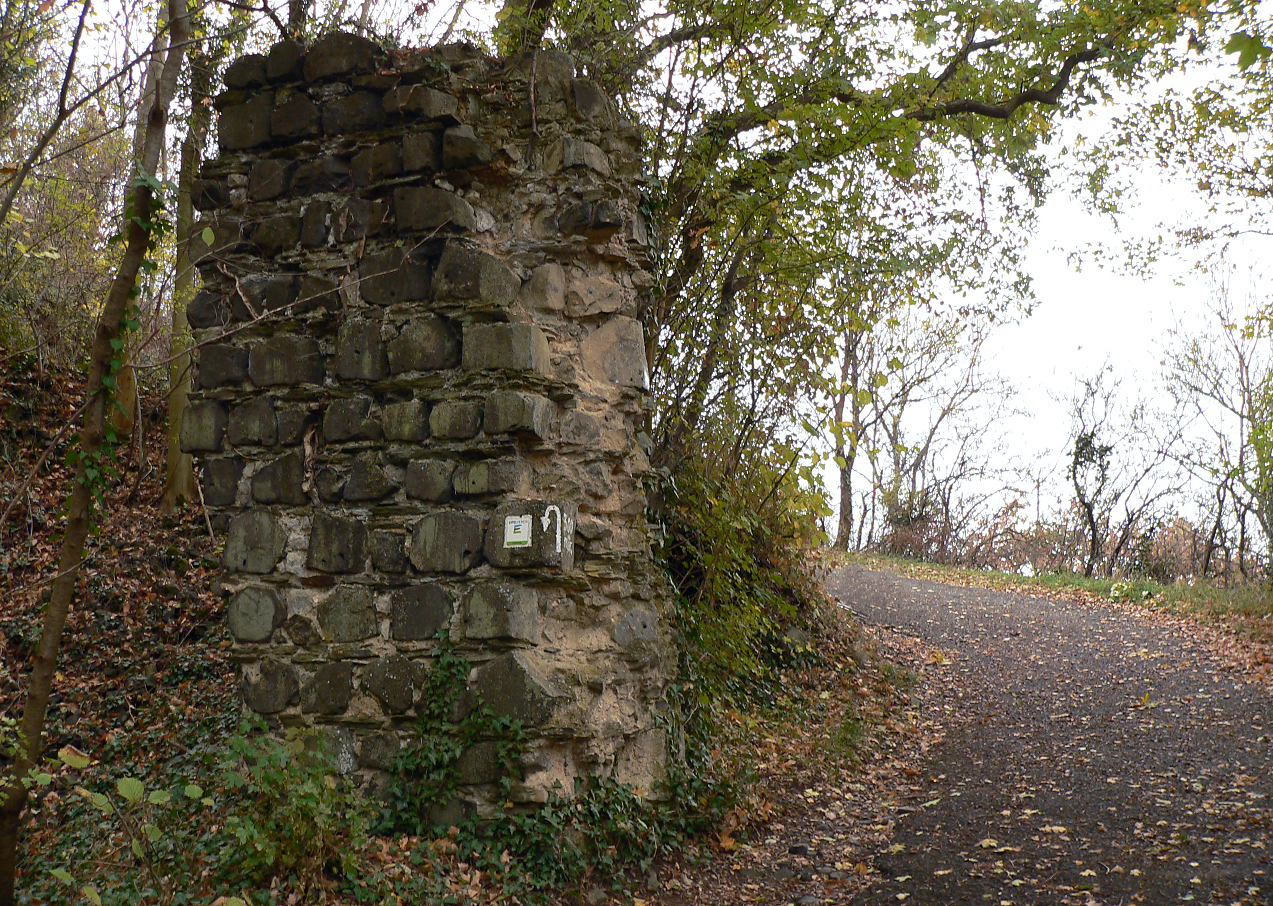
Reste der Untersten Pforte
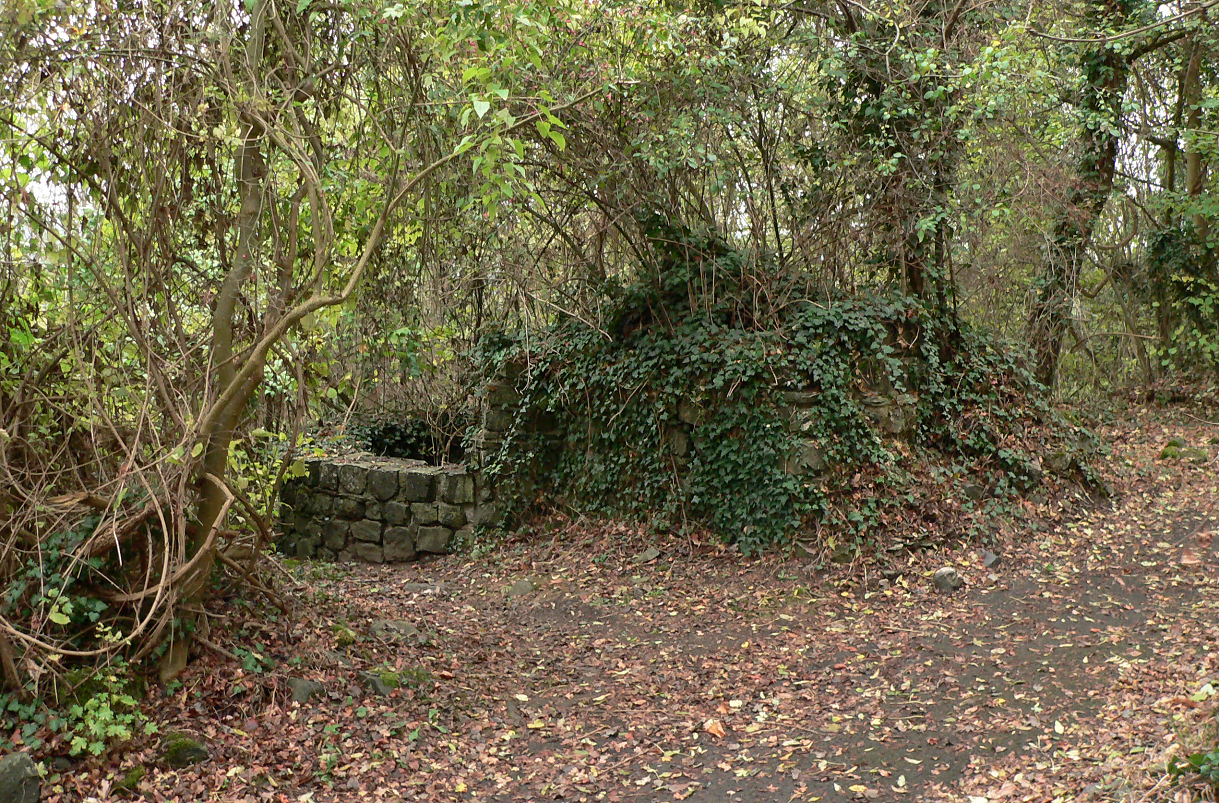
Reste der Mittleren Pforte
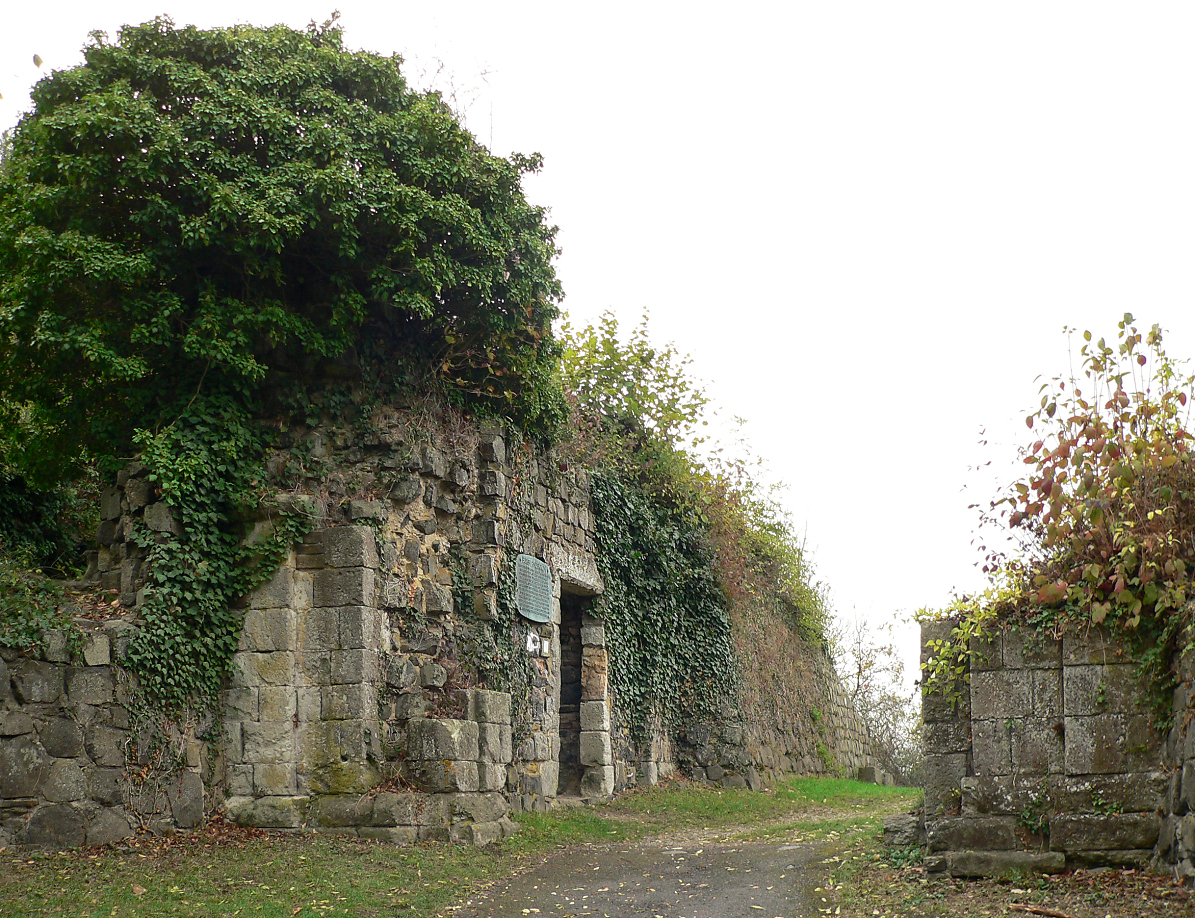
Reste der Obersten Pforte

Vor 1252 verpfändete der Graf von Neuenahr das Dorf Gimmigen an Gerhard, Burggraf zur Landskron. Später erscheint Gimmigen mit Kirchdaun als gemeinschaftlicher Besitz der Grafschaft Neuenahr und der Herrschaft Landskron, Green bei Lohrsdorf wurde 1333 von Gerhard von Landskron gekauft. Spätestens 1341 gehörte Lohrsdorf zur Reichsritterschaft Landskron. Ebenfalls zur Herrschaft Landskron gehörten die Dörfer Nierendorf und Oedingen sowie zeitweise die Herrschaft Königsfeld mit Dedenbach und Schalkenbach und Vinxt sowie Heckenbach in den kaiserlichen Wäldern südlich entlang der unteren Ahr, weiterhin zeitweise die Herrschaft Oberwinter mit Birgel und Bandorf. Nach dem Tode Gerhards IV. im Jahr 1369 endete die männliche Linie der Reichsritter von Landskron im Mannesstamm. Sein Schwiegersohn Friedrich von Tomburg und dessen Frau Kunigunde erbten nun die reichsunmittelbare Herrschaft; die weitverzweigte weibliche Linie wurde in der Folge Erbe von Landskron.
Besitzer in den nachfolgenden Jahrhunderten waren die von Tomburg, von Sombreffe, ab 1450 bis 1622 die Quadt von Landskron, ferner die von Eynenburg, von Plettenberg, von Harff, von Eltz-Pyrmont, Waldbott von Bassenheim, von der Leyen, von Forst-Lombeck, von Rheineck, von Manderscheid, von Brempt, von Nesselrode, 1775 sind es die Freiherren von Clodt. Um 1800 war Freiherr vom Stein Mitbesitzer der Burg, der ein Nachkomme der von Quadt war. Wegen der französischen Fremdherrschaft verkaufte er seinen Anteil an den Grafen Boos von Waldeck.
1441 wurde die Herrlichkeit Oberwinter geteilt. Die eine Hälfte ging als Mitgift an die Herren von Saffenburg, die andere Hälfte an die Herren Quadt von Landskron. 1478 kam noch Bodendorf, das zunächst zum Reichsgut Sinzig gehört hatte und seit 1246 eine Exklave der Herrschaft Saffenburg war, in den Besitz der Herren der Herrschaft Landskron.
Während des Dreißigjährigen Krieges eroberte der schwedische General Baudissin am 10. Februar 1632 die Festung. Ab schon im Januar des folgenden Jahres wurden die Schweden von Truppen unter Ernst von Isenburg-Grenzau wieder vertrieben.
1659 kam es zu einem Tausch von Rechten und Territorien: Philipp Wilhelm von Pfalz Neuburg vollzog als Herzog von Jülich mit Genehmigung des Kaisers Leopold I. (HRR) als oberster Lehnsherr mit dem Trierer Erzbischof Karl Kaspar von der Leyen und der Witwe Maria Waldbott von Bassenheim zu Gudenau und deren Sohn Otto Werner einen Tausch. Jülich erhielt den Waldbott'schen Anteil am Reichslehen Landskron und die Dörfer Vinxt und Schalkenbach mit den dortigen Wiesen, Wäldern, dem Landskroner Hof mit dem adeligen Sitz zu Sinzig, dem Gudenau'schen Anteil an den Dörfern Lohrsdorf, Lantershofen und Heppingen. Dagegen gab Jülich dem Erzbischof und seinem Standesgenossen Freiherr von der Leyen zu Adendorf seine Dingstühle Adendorf und Eckendorf, der Witwe Waldbott von Bassenheim und ihrem Sohn zu Gudenau seinen Dingstuhl Villip, bisher im Jülich’schen Amt Neuenahr. Adendorf mit Arzdorf und Eckendorf wurde dadurch reichsunmittelbare Herrschaft der Familie von der Leyen zu Adendorf. Villip mit der Wasserburg Burg Gudenau wird ebenfalls eine reichsunmittelbare Herrschaft. Die Burg Landskron gehörte allerdings nur zu einem Drittel dem Herzog von Jülich. Seinen Teil belegte er mit einer Garnison, was zu erheblichen Streitigkeiten mit dem Freiherrn Johann von Brempt dem Eigentümer der anderen zwei Drittel aus dem Einenberger Anteil führte. Wohl unter dem Einfluss von Kaiser Leopold I. hat der Herzog von Jülich die Schuld gegenüber dem Freiherrn von Brempt anerkannt. Am 16. Februar 1669 verpfändete er dem Freiherrn Wilhelm von Brempt den Einenberger, nun mehr jülicher Anteil an Haus und Herrschaft Landskron.
Burg und Herrschaft Landskron kamen damit zu einem großen Teil an das angrenzende Herzogtum Jülich, das seit 1337 immer größere Rechte im vorher rein kaiserlichen Sinzig und Remagen von den Kaisern Ludwig der Bayer und Karl IV. erlangen und seit 1546 die an der anderen Seite angrenzende Grafschaft Neuenahr einverleiben konnte.

### Jülicher Festung und Garnison
In den Jahren 1659 bis 1682 wurde die Burg Landskron mit einer Garnison belegt, die Truppe gehörte zu einer Kompanie, die unter dem Befehl des Freiherrn von Pallandt stand, der Generalwachtmeister und Gubernator zu Jülich war. In diesem Zeitraum folgten auf Burg Landskron drei Kommandanten aufeinander: Kapitänleutnant Gottfried Grunter (1659–1674), Obristwachtmeister Hans Heinrich de Grane (1674–1676) und Hauptmann Wilhelm Oswald von Pampus (1676–1682). Die Mannschaft umfasste zunächst zehn Soldaten, während des Holländischen Krieges im Jahr 1672 wurde sie durch Musterung und Aushebung auf 50 Mann verstärkt. Nach der von einem Blitzeinschlag in der Nacht vom 20. auf den 21. September 1677 ausgelösten großen Feuersbrunst wurden zur Erhaltung der Wehrfähigkeit die Außenmauern notdürftig repariert.

### Zerstörung
Der neue Besitzer war Philipp Wilhelm von Pfalz-Neuburg (* 1615; † 1690) und als solcher, nach dem Jülich-Klevischen Erbfolgestreit, seit 1653 auch Herzog von Jülich. Nach dem großen Brand von 1677 gab es zunächst Kostenvoranschläge zur Instandsetzung der Burg Landskron in Höhe von 973 Reichstalern. Während der Pfalzgraf Philipp Wilhelm immer noch an einem Erhalt der Reichsburg Landskron festhielt, war sein Sohn Johann Wilhelm (Jan Wellem), seit 1679 als Wilhelm II. Herzog von Jülich, für eine Schleifung der Burgruine. Zum Neujahrstag 1682 gab er zwei Befehle zur Ausführung eines Zerstörungsplans. Die umliegenden Ortschaften mussten dafür Männer mit Arbeitsgerät stellen. Am 8. Januar kamen 17 jülicher Facharbeiter zur Sprengung des Kronenturms, innerhalb von drei Wochen erfolgte die Zerstörung, bereits am 30. Januar rückte die Garnison ab nach Düsseldorf. Des Weiteren, sie durch mögliches Festsetzen von feindlichen Truppen wohl mehr zur Bedrohung als zur Absicherung der zu seinem Herzogtum Jülich gehörigen Ämter Neuenahr sowie Remagen-Sinzig geworden war. Nach der Schleifung erfolgte noch eine Klage auf Schadenersatz durch den Freiherrn von Brempt als Miteigentümer über 16.000 Reichstaler zum Wiederaufbau seiner Gebäude. Im Jahr 1693 versprach Herzog Johann Wilhelm die Auszahlung eines Schadenersatzes von 6000 Reichstalern in jährlichen Raten von 500 Reichstalern. Wenig später kam es zum Pfälzischen Erbfolgekrieg (1688–1697), bei dem weitere Burgen wie Burgbrohl, die Burg Olbrück, die Burg Rheineck und Städte wie Sinzig und Ahrweiler in der Umgebung zerstört wurden.

### 19. und 20. Jahrhundert

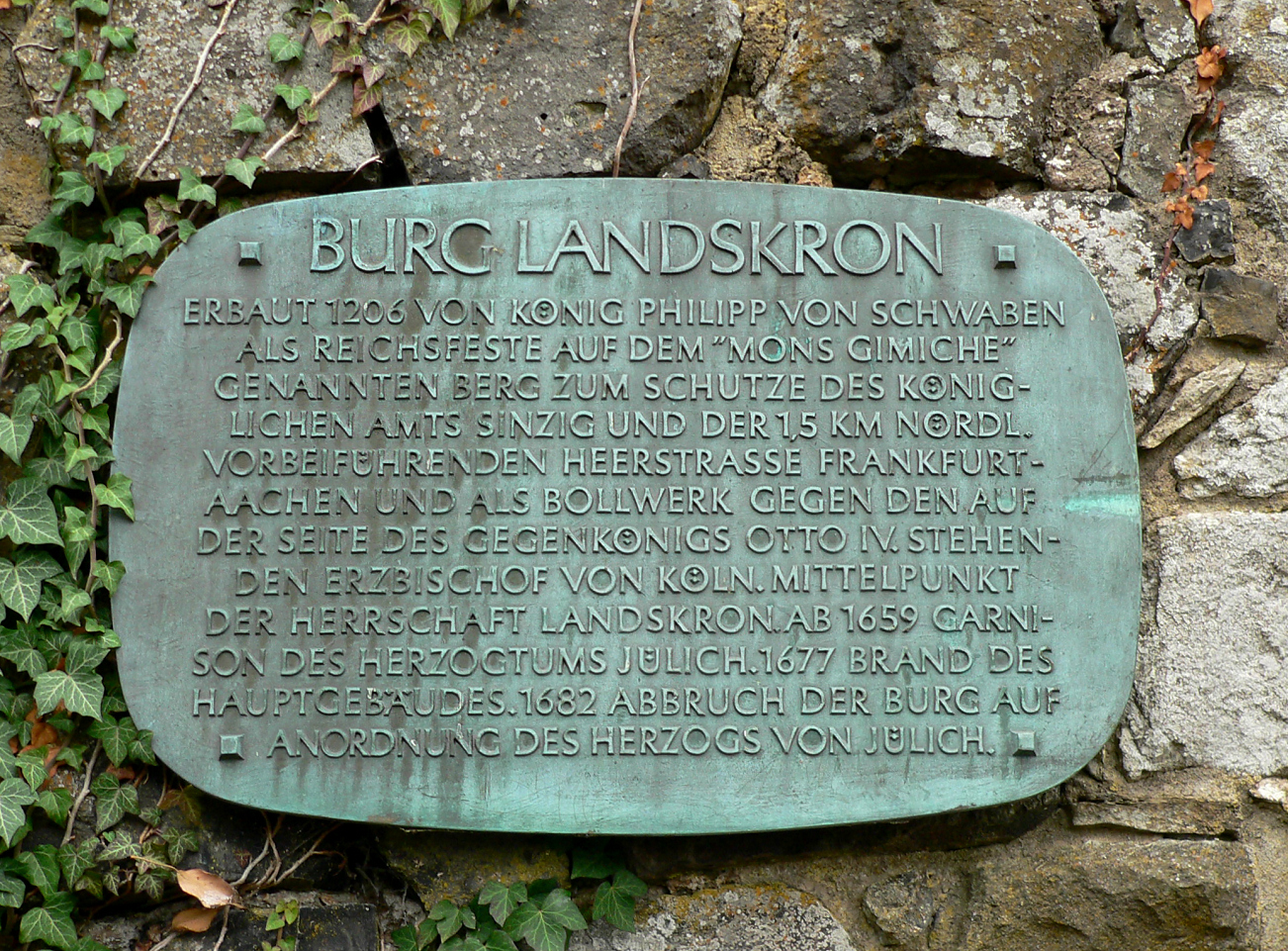
Informationstafel an der Burgruine Landskron im Bereich der Obersten Pforte

Im 19. Jahrhundert kamen Pläne auf, die Basaltkuppe des Burgberges als Steinbruch zu nutzen. Daraufhin gründete sich 1889 ein Verein zur Rettung der Ruine und der Kreis Ahrweiler erwarb die Burg. In den Jahren 1906 und 1910 kam es zu ausgedehnten Ausgrabungen auf dem Burggelände, bei denen unter anderem die oberste Pforte freigelegt wurde.
Ab 1906 betrieb der Gastronom und Heimatforscher Heinrich Möhren auf dem Berg eine Straußwirtschaft in einer Hütte und im Burgkeller. Nach Erhalt einer Baugenehmigung 1910 errichtete er auf der Bergkuppe im Bereich der Unterburg ein Gasthaus auf den Grundmauern eines zuvor archäologisch untersuchten Wohnturms. Das Gasthaus wurde zu einem beliebten Ausflugslokal. Heinrich Möhren war im Besitz einer umfangreichen Sammlung von Fundstücken von den Ausgrabungen auf der Burg um 1907 und 1910. Sie gingen durch Kriegseinwirkungen im Zweiten Weltkrieg und einer völligen Zerstörung des Gasthauses durch einen Brand 1949 verloren.
Durch ein Erdbeben im Jahr 1992 kam es zu Schäden an der Burgruine. 1999 fanden am obersten Tor Sanierungsmaßnahmen statt. Die Burgruine steht im Besitz von Sebastian Graf von Kanitz auf Kloster Cappenberg. Die Burgfläche ist von der Stadt Bad Neuenahr-Ahrweiler gepachtet.